# Brunörad myrpitta
Brunörad myrpitta (Hylopezus auricularis) är en fågel i familjen myrpittor inom ordningen tättingar.

## Utseende och läte
Brunörad myrpitta är med kroppslängden 14 cm en relativt liten medlem av familjen. På huvudet syns grå hjässa, mörk mask över ögat, vit tygel och breda svarta streck som kantar den vita strupen. Ovansidan är ljust olivbrun med ljusare övre stjärttäckare. De sotfärgade vingpennorna har olivgröna eller ockrafärgade kanter och vingtäckarna är bronsorange. Stjärten är rostfärgad. Bröstet är gräddvitt med svarta streck som övergår i olivbrunt på sidorna av den i övrigt vita buken. De undre stjärttäckarna är varmbeige.
Den långsamma och drillande sågnen består av något fallande serier med ihåliga och ljusa "cu". Lätet är en snabb följd av två till tre melodiska "fuí" följt av ett kort och mörkare "cuu". Även enkla "cuiu" kan höras.

## Utbredning och systematik
Fågeln förekommer enbart i norra Bolivia (sydöstra Pando och norra Beni). Den behandlas som monotypisk, det vill säga att den inte delas in i några underarter.

## Status
Brunörad myrpitta har ett mycket litet bestånd uppskattat till endast 500 vuxna individer. IUCN kategoriserar därför arten som sårbar. Beståndsutvecklingen tros dock vara stabil.